# Torneo femenino de fútbol en los Juegos Olímpicos de Tokio 2020
El torneo femenino de fútbol en los Juegos Olímpicos de 2020 se llevó a cabo en Tokio y en otras cinco sedes de Japón, del 21 de julio al 6 de agosto de 2021. Estaban habilitadas para integrar su respectiva selección nacional jugadoras de cualquier categoría.
En esta competición participaron 12 selecciones, once de las cuales provinieron de torneos clasificatorios organizados por las seis confederaciones afiliadas a la FIFA (UEFA, Conmebol, CAF, Concacaf, AFC y OFC). La plaza restante fue ocupada por Japón, clasificado automáticamente por ser el país anfitrión de certamen.

## Sedes
Seis estadios en seis ciudades fueron utilizados en la competición. Inicialmente el estadio Olímpico de Tokio iba a albergar la final femenina del torneo, sin embargo, debido a las altas temperaturas en Tokio la sede fue trasladada al estadio Internacional de Yokohama.
| Yokohama              | Kashima           | Tokio                | Fútbol femenino en Tokio 2020               |
| --------------------- | ----------------- | -------------------- | ------------------------------------------- |
| Estadio Internacional | Estadio Kashima   | Estadio Ajinomoto    | Tokio Yokohama Kashima Rifu Sapporo Saitama |
| Capacidad: 71 822     | Capacidad: 38 669 | Capacidad: 47 851    | Tokio Yokohama Kashima Rifu Sapporo Saitama |
|                       |                   |                      | Tokio Yokohama Kashima Rifu Sapporo Saitama |
| Rifu                  | Sapporo           | Saitama              | Tokio Yokohama Kashima Rifu Sapporo Saitama |
| Estadio de Miyagi     | Domo de Sapporo   | Estadio Saitama 2002 | Tokio Yokohama Kashima Rifu Sapporo Saitama |
| Capacidad: 49 133     | Capacidad: 38 794 | Capacidad: 62 010    | Tokio Yokohama Kashima Rifu Sapporo Saitama |
|                       |                   |                      | Tokio Yokohama Kashima Rifu Sapporo Saitama |

## Árbitras
| Confederación | Árbitro                | Asistentes           | Asistentes       |
| ------------- | ---------------------- | -------------------- | ---------------- |
| AFC           | Kate Jacewicz          | Kim Kyong-min        | Lee Seul-gi      |
| AFC           | Yoshimi Yamashita      | Makoto Bozono        | Naomi Teshirogi  |
| CAF           | Salima Mukansanga      | Bernadettar Kwimbira | Mary Njorge      |
| Concacaf      | Melissa Borjas         | Shirley Perelló      | Chantal Boudreau |
| Concacaf      | Lucila Venegas         | Enedina Caudillo     | Mayte Chávez     |
| Conmebol      | Edina Alves            | Neuza Back           | Mónica Amboya    |
| Conmebol      | Laura Fortunato        | Mariana De Almeida   | Mary Blanco      |
| UEFA          | Stéphanie Frappart     | Manuela Nicolosi     | Michelle O'Neill |
| UEFA          | Kateryna Monzul        | Maryna Striletska    | Sanja Rođak      |
| UEFA          | Anastasia Pustovoitova | Ekaterina Kurochkina | Lucie Ratajová   |
| UEFA          | Esther Staubli         | Susanne Küng         | Katrin Rafalski  |

| VAR               | Reserva             | Reserva     |
| ----------------- | ------------------- | ----------- |
| Bibiana Steinhaus | Ndidi Patience Madu | Maria Rivet |

## Equipos participantes
En cursiva, los equipos debutantes.
| Clasificatorias | Clasificatorias | Clasificatorias | Clasificatorias | Clasificatorias | Clasificatorias |
| --------------- | --------------- | --------------- | --------------- | --------------- | --------------- |
| CAF             | AFC             | UEFA            | Concacaf        | OFC             | Conmebol        |

| Equipos participantes | Equipos participantes | Equipos participantes | Equipos participantes |
| --------------------- | --------------------- | --------------------- | --------------------- |
| Australia             | Chile                 | Japón                 | Reino Unido           |
| Brasil                | China                 | Nueva Zelanda         | Suecia                |
| Canadá                | Estados Unidos        | Países Bajos          | Zambia                |

## Sorteo
El sorteo se realizó el 21 de abril de 2021 a las 10:00 (UTC+2) en Zúrich, Suiza, sede de la FIFA.
Se colocaron 4 bombos con 3 equipos cada uno, ordenados de acuerdo al ranking FIFA del 16 de abril de 2021.
| Cabezas de serie                                              | Bombo 2                               | Bombo 3                             | Bombo 4                                    |
| ------------------------------------------------------------- | ------------------------------------- | ----------------------------------- | ------------------------------------------ |
| Japón (11, asignado a A1) Estados Unidos (1) Países Bajos (3) | Suecia (5) Reino Unido (6) Brasil (7) | Canadá (8) Australia (9) China (14) | Nueva Zelanda (22) Chile (37) Zambia (104) |

## Calendario y resultados
- El calendario de partidos fue dado a conocer el 6 de febrero de 2020.[10]
- Todos los horarios corresponden al horario local de Japón (UTC+9).

### Fase de grupos
Las 12 selecciones femeninas se dividieron en 3 grupos de la E a la G para evitar confusiones con los grupos del torneo masculino (de la A a la D).
     – Clasificado para los cuartos de final (en negrita).

     – Clasificado para los cuartos de final como uno de los dos mejores terceros.

#### Grupo E
| Equipo      | Pts. | PJ | PG | PE | PP | GF | GC | Dif. |
| ----------- | ---- | -- | -- | -- | -- | -- | -- | ---- |
| Reino Unido | 7    | 3  | 2  | 1  | 0  | 4  | 1  | 3    |
| Canadá      | 5    | 3  | 1  | 2  | 0  | 4  | 3  | 1    |
| Japón       | 4    | 3  | 1  | 1  | 1  | 2  | 2  | 0    |
| Chile       | 0    | 3  | 0  | 0  | 3  | 1  | 5  | −4   |

| 21 de julio de 2021, 16:30 | Reino Unido    | 2:0 (1:0)                | Chile | Domo de Sapporo, Sapporo                                                      |                                                                               |
|                            | White 17', 72' | COI Reporte FIFA Reporte |       | Asistencia: Sin espectadores Árbitra: Salima Mukansanga VAR: Abdulla Al-Marri | Asistencia: Sin espectadores Árbitra: Salima Mukansanga VAR: Abdulla Al-Marri |

| 21 de julio de 2021, 19:30 | Japón        | 1:1 (0:1)                | Canadá      | Domo de Sapporo, Sapporo                                            |                                                                     |
|                            | Iwabuchi 84' | COI Reporte FIFA Reporte | Sinclair 6' | Asistencia: Sin espectadores Árbitra: Edina Alves VAR: Wagner Reway | Asistencia: Sin espectadores Árbitra: Edina Alves VAR: Wagner Reway |

| 24 de julio de 2021, 16:30 | Chile            | 1:2 (0:1)                | Canadá          | Domo de Sapporo, Sapporo                                                      |                                                                               |
|                            | Araya 57' (pen.) | COI Reporte FIFA Reporte | Beckie 39', 46' | Asistencia: Sin espectadores Árbitra: Esther Staubli VAR: Muhammad Bin Jahari | Asistencia: Sin espectadores Árbitra: Esther Staubli VAR: Muhammad Bin Jahari |

| 24 de julio de 2021, 19:30 | Japón | 0:1 (0:0)                | Reino Unido | Domo de Sapporo, Sapporo                                                            |                                                                                     |
|                            |       | COI Reporte FIFA Reporte | White 74'   | Asistencia: Sin espectadores Árbitra: Anastasia Pustovoytova VAR: Bibiana Steinhaus | Asistencia: Sin espectadores Árbitra: Anastasia Pustovoytova VAR: Bibiana Steinhaus |

| 27 de julio de 2021, 20:00 | Chile | 0:1 (0:0)                | Japón      | Estadio de Miyagi, Rifu                                                     |                                                                             |
|                            |       | COI Reporte FIFA Reporte | Tanaka 77' | Asistencia: 1326 espectadores Árbitra: Melissa Borjas VAR: Paweł Raczkowski | Asistencia: 1326 espectadores Árbitra: Melissa Borjas VAR: Paweł Raczkowski |

| 27 de julio de 2021, 20:00 | Canadá   | 1:1 (0:0)                | Reino Unido       | Estadio de Kashima, Kashima                                                       |                                                                                   |
|                            | Leon 55' | COI Reporte FIFA Reporte | Prince 85' (a.g.) | Asistencia: Sin espectadores Árbitra: Kateryna Monzul VAR: Mahmoud Mohamed Ashour | Asistencia: Sin espectadores Árbitra: Kateryna Monzul VAR: Mahmoud Mohamed Ashour |

#### Grupo F
| Equipo       | Pts. | PJ | PG | PE | PP | GF | GC | Dif. |
| ------------ | ---- | -- | -- | -- | -- | -- | -- | ---- |
| Países Bajos | 7    | 3  | 2  | 1  | 0  | 21 | 8  | 13   |
| Brasil       | 7    | 3  | 2  | 1  | 0  | 9  | 3  | 6    |
| Zambia       | 1    | 3  | 0  | 1  | 2  | 7  | 15 | −8   |
| China        | 1    | 3  | 0  | 1  | 2  | 6  | 17 | −11  |

| 21 de julio de 2021, 17:00 | China | 0:5 (0:2)                | Brasil                                                          | Estadio de Miyagi, Rifu                                                      |                                                                              |
|                            |       | COI Reporte FIFA Reporte | Marta 9', 74' · Debinha 22' · Andressa 82' (pen.) · Beatriz 89' | Asistencia: 1744 espectadores Árbitra: Kateryna Monzul VAR: Cuadra Fernández | Asistencia: 1744 espectadores Árbitra: Kateryna Monzul VAR: Cuadra Fernández |

| 21 de julio de 2021, 20:00 | Zambia              | 3:10 (1:6)               | Países Bajos                                                                                                | Estadio de Miyagi, Rifu                                                    |                                                                            |
|                            | Banda 19', 82', 83' | COI Reporte FIFA Reporte | Miedema 9', 15', 29', 59' · Martens 14', 38' · Van de Sanden 44' · Roord 64' · Beerensteyn 75' · Pelova 80' | Asistencia: 1744 espectadores Árbitra: Laura Fortunato VAR: Mauro Vigliano | Asistencia: 1744 espectadores Árbitra: Laura Fortunato VAR: Mauro Vigliano |

| 24 de julio de 2021, 17:00 | China                                | 4:4 (3:2)                | Zambia                                      | Estadio de Miyagi, Rifu                                                       |                                                                               |
|                            | Wang Shuang 6', 22', 23', 84' (pen.) | COI Reporte FIFA Reporte | Kundananji 15' · Banda 43' (pen.), 46', 69' | Asistencia: 2212 espectadores Árbitra: Melissa Borjas VAR: Abdulkadir Bitigen | Asistencia: 2212 espectadores Árbitra: Melissa Borjas VAR: Abdulkadir Bitigen |

| 24 de julio de 2021, 20:30 | Países Bajos                  | 3:3 (1:1)                | Brasil                                       | Estadio de Miyagi, Rifu                                                 |                                                                         |
|                            | Miedema 3', 59' · Janssen 79' | COI Reporte FIFA Reporte | Debinha 16' · Marta 65' (pen.) · Ludmila 68' | Asistencia: 2621 espectadores Árbitra: Kate Jacewicz VAR: Erick Miranda | Asistencia: 2621 espectadores Árbitra: Kate Jacewicz VAR: Erick Miranda |

| 27 de julio de 2021, 20:30 | Países Bajos                                                                                  | 8:2 (3:1)                | China                               | Estadio Internacional, Yokohama                                            |                                                                            |
|                            | Van de Sanden 12' · Beerensteyn 37', 45+2' · Martens 47', 70' · Miedema 65', 76' · Pelova 71' | COI Reporte FIFA Reporte | Wang Shanshan 28' · Wang Yanwen 69' | Asistencia: Sin espectadores Árbitra: Salima Mukansanga VAR: Benoît Millot | Asistencia: Sin espectadores Árbitra: Salima Mukansanga VAR: Benoît Millot |

| 27 de julio de 2021, 20:30 | Brasil       | 1:0 (1:0)                | Zambia | Estadio Saitama 2002, Saitama                                              |                                                                            |
|                            | Andressa 19' | COI Reporte FIFA Reporte |        | Asistencia: Sin espectadores Árbitra: Yoshimi Yamashita VAR: Tiago Martins | Asistencia: Sin espectadores Árbitra: Yoshimi Yamashita VAR: Tiago Martins |

#### Grupo G
| Equipo         | Pts. | PJ | PG | PE | PP | GF | GC | Dif. |
| -------------- | ---- | -- | -- | -- | -- | -- | -- | ---- |
| Suecia         | 9    | 3  | 3  | 0  | 0  | 9  | 2  | 7    |
| Estados Unidos | 4    | 3  | 1  | 1  | 1  | 6  | 4  | 2    |
| Australia      | 4    | 3  | 1  | 1  | 1  | 4  | 5  | –1   |
| Nueva Zelanda  | 0    | 3  | 0  | 0  | 3  | 2  | 10 | −8   |

| 21 de julio de 2021, 16:30 | Suecia                             | 3:0 (1:0)                | Estados Unidos | Estadio Ajinomoto, Tokio                                                      |                                                                               |
|                            | Blackstenius 25', 54' · Hurtig 72' | COI Reporte FIFA Reporte |                | Asistencia: Sin espectadores Árbitra: Yoshimi Yamashita VAR: Paweł Raczkowski | Asistencia: Sin espectadores Árbitra: Yoshimi Yamashita VAR: Paweł Raczkowski |

| 21 de julio de 2021, 20:30 | Australia             | 2:1 (2:0)                | Nueva Zelanda | Estadio Ajinomoto, Tokio                                               |                                                                        |
|                            | Yallop 20' · Kerr 33' | COI Reporte FIFA Reporte | Rennie 90+1'  | Asistencia: Sin espectadores Árbitra: Lucila Venegas VAR: Andrés Cunha | Asistencia: Sin espectadores Árbitra: Lucila Venegas VAR: Andrés Cunha |

| 24 de julio de 2021, 17:30 | Suecia                                         | 4:2 (1:1)                | Australia     | Estadio Saitama 2002, Saitama                                        |                                                                      |
|                            | Rolfö 20', 63' · Hurtig 52' · Blackstenius 82' | COI Reporte FIFA Reporte | Kerr 36', 48' | Asistencia: Sin espectadores Árbitra: Edina Alves VAR: Tiago Martins | Asistencia: Sin espectadores Árbitra: Edina Alves VAR: Tiago Martins |

| 24 de julio de 2021, 20:30 | Nueva Zelanda | 1:6 (0:2)                | Estados Unidos                                                                         | Estadio Saitama 2002, Saitama                                             |                                                                           |
|                            | Hassett 72'   | COI Reporte FIFA Reporte | Lavelle 9' · Horan 45' · Erceg 63' (a.g.) · Press 80' · Morgan 88' · Bott 90+3' (a.g.) | Asistencia: Sin espectadores Árbitra: Stéphanie Frappart VAR: Marco Guida | Asistencia: Sin espectadores Árbitra: Stéphanie Frappart VAR: Marco Guida |

| 27 de julio de 2021, 17:00 | Nueva Zelanda | 0:2 (0:2)                | Suecia                    | Estadio de Miyagi, Rifu                                                   |                                                                           |
|                            |               | COI Reporte FIFA Reporte | Anvegård 17' · Janogy 29' | Asistencia: 884 espectadores Árbitra: Laura Fortunato VAR: Mauro Vigliano | Asistencia: 884 espectadores Árbitra: Laura Fortunato VAR: Mauro Vigliano |

| 27 de julio de 2021, 17:00 | Estados Unidos | 0:0                      | Australia | Estadio de Kashima, Kashima                                                   |                                                                               |
|                            |                | COI Reporte FIFA Reporte |           | Asistencia: Sin espectadores Árbitra: Anastasia Pustovoitova VAR: Adil Zourak | Asistencia: Sin espectadores Árbitra: Anastasia Pustovoitova VAR: Adil Zourak |

#### Mejores terceros
| Selección | Gr. | Pts. | PJ | PG | PE | PP | GF | GC | Dif |
| --------- | --- | ---- | -- | -- | -- | -- | -- | -- | --- |
| Japón     | E   | 4    | 3  | 1  | 1  | 1  | 2  | 2  | 0   |
| Australia | G   | 4    | 3  | 1  | 1  | 1  | 4  | 5  | −1  |
| Zambia    | F   | 1    | 3  | 0  | 1  | 2  | 7  | 15 | −8  |

### Fase final
|  | Cuartos de final      | Cuartos de final     |                       |                | Semifinales  | Semifinales  |  |  | Final                | Final |
|  |                       |                      |                       |                |              |              |  |  |                      |       |
|  | Kashima, 30 de julio  |                      |                       |                |              |              |  |  |                      |       |
|  |                       |                      |                       |                |              |              |  |  |                      |       |
|  | Reino Unido           | 3                    |                       |                |              |              |  |  |                      |       |
|  | Reino Unido           | 3                    | Yokohama, 2 de agosto |                |              |              |  |  |                      |       |
|  | Australia (t. s.)     | 4                    |                       |                |              |              |  |  |                      |       |
|  | Australia (t. s.)     | 4                    | Australia             | 0              |              |              |  |  |                      |       |
|  | Saitama, 30 de julio  |                      | Australia             | 0              |              |              |  |  |                      |       |
|  |                       | Suecia               | 1                     |                |              |              |  |  |                      |       |
|  | Suecia                | Suecia               | 1                     | 3              |              |              |  |  |                      |       |
|  | Suecia                |                      | Tokio, 6 de agosto    | 3              |              |              |  |  |                      |       |
|  | Japón                 | 1                    |                       |                |              |              |  |  |                      |       |
|  | Japón                 | 1                    | Suecia                | 1 (2)          |              |              |  |  |                      |       |
|  | Yokohama, 30 de julio |                      | Suecia                | 1 (2)          |              |              |  |  |                      |       |
|  |                       | Canadá (p.)          | 1 (3)                 |                |              |              |  |  |                      |       |
|  | Países Bajos          | Canadá (p.)          | 1 (3)                 | 2 (2)          |              |              |  |  |                      |       |
|  | Países Bajos          | Kashima, 2 de agosto |                       | 2 (2)          |              |              |  |  |                      |       |
|  | Estados Unidos (p.)   | 2 (4)                |                       |                |              |              |  |  |                      |       |
|  | Estados Unidos (p.)   | 2 (4)                | Estados Unidos        | 0              | Tercer lugar | Tercer lugar |  |  |                      |       |
|  | Rifu, 30 de julio     |                      | Estados Unidos        | 0              |              |              |  |  |                      |       |
|  |                       | Canadá               | 1                     |                |              |              |  |  |                      |       |
|  | Canadá (p.)           | Canadá               | 1                     | 0 (4)          | Australia    | 3            |  |  |                      |       |
|  | Canadá (p.)           |                      |                       | 0 (4)          | Australia    | 3            |  |  |                      |       |
|  | Brasil                | 0 (3)                |                       | Estados Unidos | 4            |              |  |  |                      |       |
|  | Brasil                | 0 (3)                |                       |                | 4            |              |  |  |                      |       |
|  |                       |                      |                       |                |              |              |  |  | Kashima, 5 de agosto |       |
|  |                       |                      |                       |                |              |              |  |  |                      |       |

#### Cuartos de final
| 30 de julio de 2021, 17:00 | Canadá                                        | 0:0 (t. s.)(4:3 p.)        | Brasil                                        | Estadio de Miyagi, Rifu                                                          |                                                                                  |
|                            |                                               | COI Reporte FIFA Reporte   |                                               | Asistencia: 3403 espectadores Árbitra: Stéphanie Frappart VAR: Bibiana Steinhaus | Asistencia: 3403 espectadores Árbitra: Stéphanie Frappart VAR: Bibiana Steinhaus |
|                            |                                               | Tiros desde el punto penal |                                               |                                                                                  |                                                                                  |
|                            | Sinclair · Fleming · Lawrence · Leon · Gilles |                            | Marta · Debinha · Érika · Andressa · Rafaelle |                                                                                  |                                                                                  |

| 30 de julio de 2021, 18:00 | Reino Unido          | 3:4 (2:2, 0:1) (t. s.)   | Australia                                  | Estadio de Kashima, Kashima                                                |                                                                            |
|                            | White 57', 66', 115' | COI Reporte FIFA Reporte | Kennedy 35' · Kerr 89', 106' · Fowler 103' | Asistencia: Sin espectadores Árbitra: Salima Mukansanga VAR: Benoît Millot | Asistencia: Sin espectadores Árbitra: Salima Mukansanga VAR: Benoît Millot |

| 30 de julio de 2021, 19:00 | Suecia                                              | 3:1 (1:1)                | Japón      | Estadio Saitama 2002, Saitama                                            |                                                                          |
|                            | Eriksson 7' · Blackstenius 53' · Asllani 68' (pen.) | COI Reporte FIFA Reporte | Tanaka 23' | Asistencia: Sin espectadores Árbitra: Lucila Venegas VAR: Mauro Vigliano | Asistencia: Sin espectadores Árbitra: Lucila Venegas VAR: Mauro Vigliano |

| 30 de julio de 2021, 20:00 | Países Bajos                               | 2:2 (2:2, 1:2) (t. s.)(2:4 p.) | Estados Unidos                     | Estadio Internacional, Yokohama                                           |                                                                           |
|                            | Miedema 18', 54'                           | COI Reporte FIFA Reporte       | S. Mewis 28' · Williams 31'        | Asistencia: Sin espectadores Árbitra: Kate Jacewicz VAR: Abdulla Al-Marri | Asistencia: Sin espectadores Árbitra: Kate Jacewicz VAR: Abdulla Al-Marri |
|                            |                                            | Tiros desde el punto penal     |                                    |                                                                           |                                                                           |
|                            | Miedema · Janssen · Van der Gragt · Nouwen |                                | Lavelle · Morgan · Press · Rapinoe |                                                                           |                                                                           |

#### Semifinales
| 2 de agosto de 2021, 17:00 | Estados Unidos | 0:1 (0:0)                | Canadá             | Estadio de Kashima, Kashima                                                 |                                                                             |
|                            |                | COI Reporte FIFA Reporte | Fleming 75' (pen.) | Asistencia: Sin espectadores Árbitra: Kateryna Monzul VAR: Paweł Raczkowski | Asistencia: Sin espectadores Árbitra: Kateryna Monzul VAR: Paweł Raczkowski |

| 2 de agosto de 2021, 20:00 | Australia | 0:1 (0:0)                | Suecia    | Estadio Internacional, Yokohama                                         |                                                                         |
|                            |           | COI Reporte FIFA Reporte | Rolfö 46' | Asistencia: Sin espectadores Árbitra: Melissa Borjas VAR: Nicolás Gallo | Asistencia: Sin espectadores Árbitra: Melissa Borjas VAR: Nicolás Gallo |

#### Partido por la medalla de bronce
| 5 de agosto de 2021, 17:00 | Australia                          | 3:4 (1:3)                | Estados Unidos                     | Estadio de Kashima, Kashima                                               |                                                                           |
| | Kerr 17' · Foord 54' · Gielnik 90' | COI Reporte FIFA Reporte | Rapinoe 8', 21' · Lloyd 45+1', 51' | Asistencia: Sin espectadores Árbitra: Laura Fortunato VAR: Mauro Vigliano | Asistencia: Sin espectadores Árbitra: Laura Fortunato VAR: Mauro Vigliano |
| El primer gol de Estados Unidos fue el segundo gol olímpico de la historia convertido en unos Juegos Olímpicos, anotado por Megan Rapinoe. |                                    |                          |                                    |                                                                           |                                                                           |

#### Final
| 6 de agosto de 2021, 21:00 | Suecia                                                   | 1:1 (1:1, 1:0) (t. s.)(2:3 p.) | Canadá                                             | Estadio Internacional, Yokohama                                                     |                                                                                     |
|                            | Blackstenius 34'                                         | COI Reporte FIFA Reporte       | Fleming 68' (pen.)                                 | Asistencia: Sin espectadores Árbitra: Anastasia Pustovoitova VAR: Bibiana Steinhaus | Asistencia: Sin espectadores Árbitra: Anastasia Pustovoitova VAR: Bibiana Steinhaus |
|                            |                                                          | Tiros desde el punto penal     |                                                    |                                                                                     |                                                                                     |
|                            | Asllani · Björn · Schough · Anvegård · Seger · Andersson |                                | Fleming · Lawrence · Gilles · Leon · Rose · Grosso |                                                                                     |                                                                                     |

## Cuadro de medallas
| Evento          | Oro | Plata | Bronce |
| --------------- | --- | --- | --- |
| Fútbol femenino | Canadá (CAN) | Suecia (SWE) | Estados Unidos (USA) |
| Equipos         | Stephanie Labbé Allysha Chapman Kadeisha Buchanan Shelina Zadorsky Quinn Deanne Rose Julia Grosso Jayde Riviere Adriana Leon Ashley Lawrence Desiree Scott Christine Sinclair Évelyne Viens Vanessa Gilles Nichelle Prince Janine Beckie Jessie Fleming Kailen Sheridan Jordyn Huitema Sophie Schmidt Gabrielle Carle Erin McLeod | Hedvig Lindahl Jonna Andersson Emma Kullberg Hanna Glas Hanna Bennison Magdalena Eriksson Madelen Janogy Lina Hurtig Kosovare Asllani Sofia Jakobsson Stina Blackstenius Jennifer Falk Amanda Ilestedt Nathalie Björn Olivia Schough Filippa Angeldal Caroline Seger Fridolina Rolfö Anna Anvegård Julia Roddar Rebecka Blomqvist Zećira Mušović | Alyssa Naeher Crystal Dunn Sam Mewis Becky Sauerbrunn Kelley O'Hara Kristie Mewis Tobin Heath Julie Ertz Lindsey Horan Carli Lloyd Christen Press Tierna Davidson Alex Morgan Emily Sonnett Megan Rapinoe Rose Lavelle Abby Dahlkemper Adrianna Franch Catarina Macario Casey Krueger Lynn Williams Jane Campbell |

## Posiciones finales
| Equipo | Equipo         | Pts | PJ | PG | PE | PP | GF | GC | Dif | Rend.  |
| ------ | -------------- | --- | -- | -- | -- | -- | -- | -- | --- | ------ |
| 1      | Canadá         | 10  | 6  | 2  | 4  | 0  | 6  | 4  | +2  | 55.56% |
| 2      | Suecia         | 16  | 6  | 5  | 1  | 0  | 14 | 4  | +10 | 88.89% |
| 3      | Estados Unidos | 8   | 6  | 2  | 2  | 2  | 12 | 10 | +2  | 44.44% |
| 4      | Australia      | 7   | 6  | 2  | 1  | 3  | 11 | 13 | -2  | 38.89% |
| 5      | Países Bajos   | 8   | 4  | 2  | 2  | 0  | 23 | 10 | +13 | 66.67% |
| 6      | Brasil         | 8   | 4  | 2  | 2  | 0  | 9  | 3  | +6  | 66.67% |
| 7      | Reino Unido    | 7   | 4  | 2  | 1  | 1  | 7  | 5  | +2  | 58.33% |
| 8      | Japón          | 4   | 4  | 1  | 1  | 2  | 3  | 5  | -2  | 33.33% |
| 9      | Zambia         | 1   | 3  | 0  | 1  | 2  | 7  | 15 | -8  | 11.11% |
| 10     | China          | 1   | 3  | 0  | 1  | 2  | 6  | 17 | -11 | 11.11% |
| 11     | Chile          | 0   | 3  | 0  | 0  | 3  | 1  | 5  | -4  | 0%     |
| 12     | Nueva Zelanda  | 0   | 3  | 0  | 0  | 3  | 2  | 10 | -8  | 0%     |

## Goleadoras
| Jugadora           | Selección    | Goles |
| ------------------ | ------------ | ----- |
| Vivianne Miedema   | Países Bajos | 10    |
| Sam Kerr           | Australia    | 6     |
| Barbra Banda       | Zambia       | 6     |
| Ellen White        | Reino Unido  | 6     |
| Stina Blackstenius | Suecia       | 5     |
| Wang Shuang        | China        | 4     |
| Lieke Martens      | Países Bajos | 4     |
| Fridolina Rolfö    | Suecia       | 3     |
| Lineth Beerensteyn | Países Bajos | 3     |
| Marta              | Brasil       | 3     |

| Shanice van de Sanden | Países Bajos   | 2 |
| Debinha               | Brasil         | 2 |
| Victoria Pelova       | Países Bajos   | 2 |
| Lina Hurtig           | Suecia         | 2 |
| Andressa              | Brasil         | 2 |
| Mina Tanaka           | Japón          | 2 |
| Carli Lloyd           | Estados Unidos | 2 |
| Megan Rapinoe         | Estados Unidos | 2 |
| Janine Beckie         | Canadá         | 2 |
| Jessie Fleming        | Canadá         | 2 |
| Wang Shanshan         | China          | 1 |
| Jill Roord            | Países Bajos   | 1 |
| Caitlin Foord         | Australia      | 1 |
| Kosovare Asllani      | Suecia         | 1 |
| Lynn Williams         | Estados Unidos | 1 |
| Racheal Kundananji    | Zambia         | 1 |
| Mana Iwabuchi         | Japón          | 1 |
| Christen Press        | Estados Unidos | 1 |
| Dominique Janssen     | Países Bajos   | 1 |
| Lindsey Horan         | Estados Unidos | 1 |
| Tameka Yallop         | Australia      | 1 |
| Gabi Rennie           | Nueva Zelanda  | 1 |
| Wang Yanwen           | China          | 1 |
| Emily Gielnik         | Australia      | 1 |
| Anna Anvegård         | Suecia         | 1 |
| Madelen Janogy        | Australia      | 1 |
| Ludmila               | Brasil         | 1 |
| Adriana Leon          | Canadá         | 1 |
| Mary Fowler           | Australia      | 1 |
| Beatriz               | Brasil         | 1 |
| Samantha Mewis        | Estados Unidos | 1 |
| Betsy Hassett         | Nueva Zelanda  | 1 |
| Alex Morgan           | Estados Unidos | 1 |
| Karen Araya           | Chile          | 1 |
| Magdalena Eriksson    | Suecia         | 1 |
| Rose Lavelle          | Estados Unidos | 1 |
| Alanna Kennedy        | Australia      | 1 |
| Christine Sinclair    | Canadá         | 1 |

### Jugadoras con tres o más goles en un partido
| Pos. | Jugadora         | Goles | Fecha               | Local       |                                       | Resultado |                             | Visitante    | Reporte          |
| ---- | ---------------- | ----- | ------------------- | ----------- | ------------------------------------- | --------- | --------------------------- | ------------ | ---------------- |
| 1    | Vivianne Miedema | 4     | 21 de julio de 2021 | Zambia      | Bandera de Zambia                     | 3 - 10    | Bandera de los Países Bajos | Países Bajos | Jornada 1        |
| 2    | Barbra Banda     | 3     | 21 de julio de 2021 | Zambia      | Bandera de Zambia                     | 3 - 10    | Bandera de los Países Bajos | Países Bajos | Jornada 1        |
| 3    | Wang Shuang      | 4     | 24 de julio de 2021 | China       | Bandera de la República Popular China | 4 - 4     | Bandera de Zambia           | Zambia       | Jornada 2        |
| 4    | Barbra Banda     | 3     | 24 de julio de 2021 | China       | Bandera de la República Popular China | 4 - 4     | Bandera de Zambia           | Zambia       | Jornada 2        |
| 5    | Ellen White      | 3     | 30 de julio de 2021 | Reino Unido | Bandera del Reino Unido               | 3 - 4     | Bandera de Australia        | Australia    | Cuartos de final |